# Kometes (Lapithe)

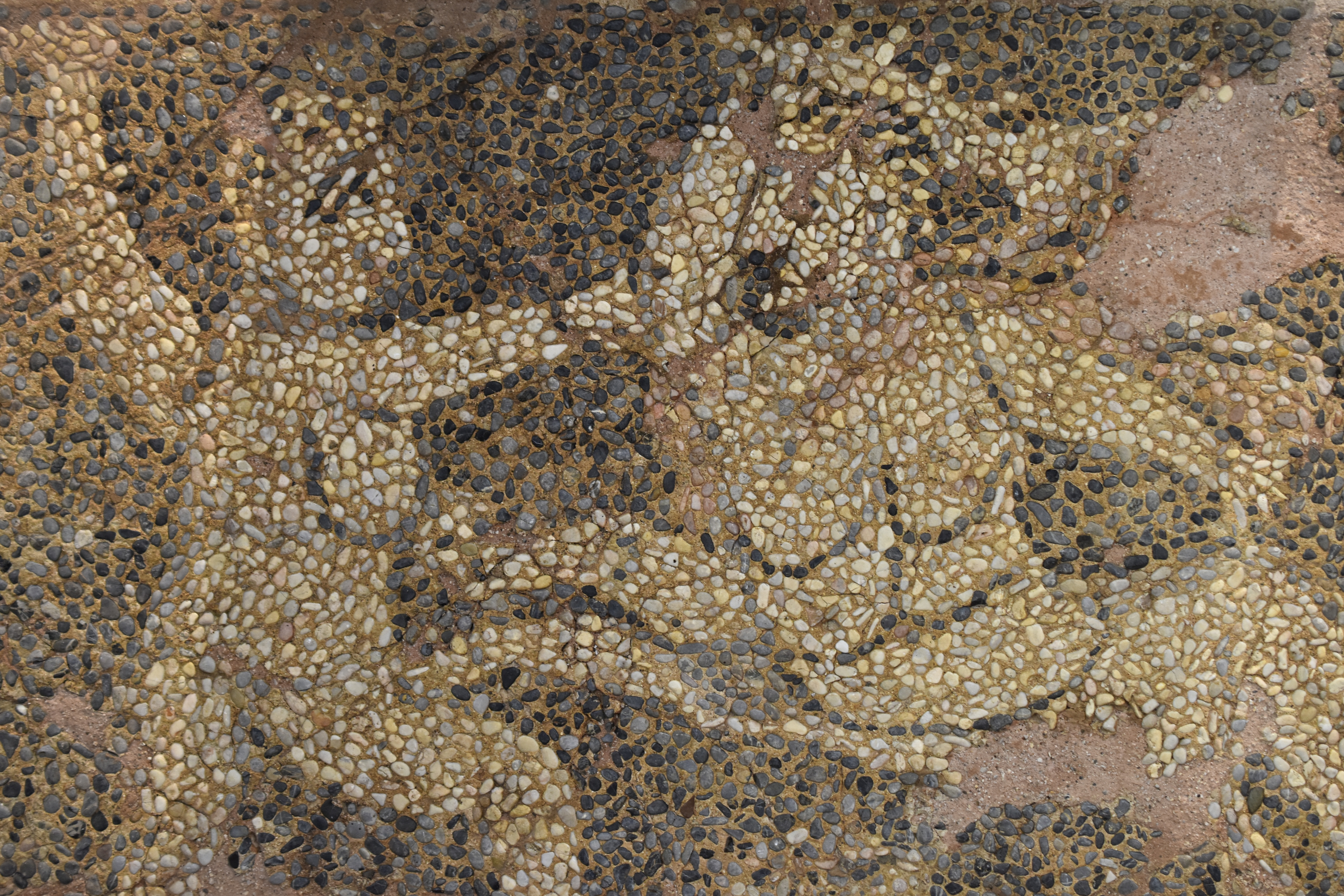
Mosaik, 2. Jh. v. Chr., Kentaur attackiert einen Lapithen.

Kometes ist in der griechischen Mythologie ein Lapithe, der in der Kentauromachie auf der Hochzeit des Peirithoos von seinem Kampfgenossen Charaxos unglücklicherweise und unbeabsichtigt getötet wird. Einzige Quelle sind die Verse 280–284 im zwölften Buch der Metamorphosen des Ovid. Möglicherweise ist er identisch mit einem anderen Kometes, nämlich dem Vater des Asterion.

## Name
Er kommt vom griechischen kομήτεσ, komḗtes, langhaarig, lateinisch und deutsch auch Cométes. Substantiviert wäre er also der „Langhaarige“, für Pape ist er einer „mit dichtbehaartem Kopf“.
Ovid musste für die große Zahl der in der Kentauromachie kämpfenden Lapithen neue Namen einführen und wurde dafür in anderen Mythen fündig. Als Lapithe taucht Kometes nur hier auf, „andere Überlieferung nennt für diesen Namen einige sonst kaum bekannte Männer aus dem mythischen Bereich.“

## Mythos
Der Lapithe Charaxos wurde vom Kentauren Rhoetus schwer verwundet. Mit letzter Kraft bäumte er sich auf und greift nach einer steinernen Türschwelle:
„281 Und hob auf die Schulter die Schwelle, / Last, für den Wagen genug; doch schuld war eben die Schwere, / daß sie den Feind (Rhoetus) nicht traf, und den eignen Genossen Cometes, / der so weit nicht stand, drückt nieder die steinige Masse.“
„281 inque umeros limen tellure revulsum / tollit, onus plaustri, quod ne permittat in hostem, / ipsa facit gravitas: socium quoque saxea moles / oppressit spatio stantem propiore Cometen.“

## Literarische Gestaltung
Cometes' Auftritt ist kurz, er ist tot. Nur sein Name klingt nach. Ovid hat ihn betonungsvoll an das Ende gestellt, nachdem er vorher als „Kampfgenosse, socium“ ... dann als „näher Stehender, spatio stantem propiore“ angekündigt worden war, um die Spannung zu erhöhen. Drei Hyperbata verstärken seinen Namen: Dem ersten, socium ... stantem, folgt das zweite, stantem ... Cometen, beide zusammengehalten vom dritten Hyperbaton, socium ... Cometem. Die Übersetzung ahmt diese Abfolge der Wörter nicht nach.